# OpenIndiana
OpenIndiana — Solaris-дистрибутив с открытым исходным кодом, созданный в рамках сообщества Illumos Foundation и ставший преемником OpenSolaris, разработка которого была закрыта Oracle. Развитие операционной системы ведётся исключительно силами сообщества, не допуская влияния коммерческих компаний.

## История

### Происхождение
Проект Indiana был первоначально создан Sun Microsystems, чтобы создать бинарный дистрибутив на основе исходного кода OpenSolaris.
Проект OpenIndiana был задуман, когда продолжались переговоры о поглощении Sun Microsystems корпорацией Oracle, чтобы обеспечить постоянную доступность и дальнейшее развитие широко используемой операционной системы на базе OpenSolaris. Неопределенность среди сообщества разработчиков OpenSolaris побудила некоторых разработчиков сформировать предварительные планы по развилкам существующей кодовой базы.
Эти планы были реализованы после объявления о прекращении поддержки проекта OpenSolaris со стороны Oracle.

### Мнения

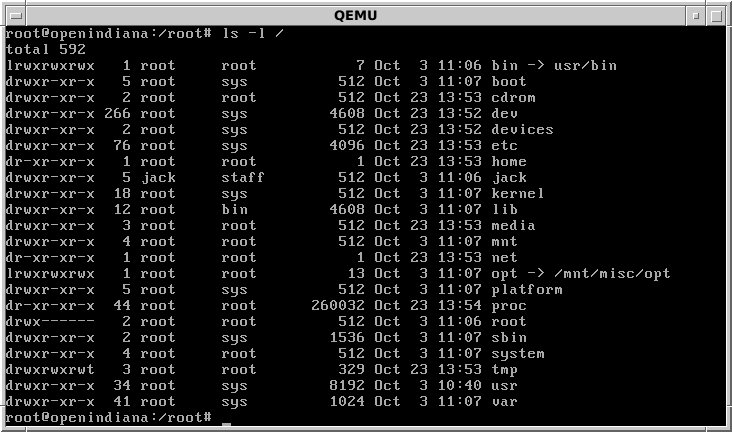
OpenIndiana работает с терминалом.

Официальное объявление о проекте OpenIndiana было сделано 14 сентября 2010 года в Центре JISC в Лондоне. Первый выпуск операционной системы был доступен публично в то же время, несмотря на то, что он был непроверенным. Причиной непроверенной версии было то, что команда OpenIndiana установила дату запуска перед Oracle OpenWorld, чтобы превзойти выпуск Solaris 11 Express.
Объявление OpenIndiana было встречено в основном положительным ответом: более 350 человек просмотрели онлайн-объявление, образ ISO был загружен более 2000 раз, в Twitter было получено более 500 подписчиков, и многочисленные заметные веб-сайты, посвященные информационным технологиям, опубликовали о выпуске. Широковещательная полоса пропускания объявления была значительной, отмеченной до 350 Мбит/с. Сервер хранилища сетевых пакетов испытывал 20-кратный трафик, заинтересованный в их распределении, чем первоначально планировалось, в результате чего было создано больше потоков.
Не все обзоры были положительными, и некоторые онлайн-статьи ставили под сомнение актуальность Solaris, учитывая проникновение на рынок Linux. Одна статья критиковала запуск OpenIndiana, ссылаясь на отсутствие профессионализма в отношении выпуска непроверенной сборки, а также отсутствие приверженности проекта графику выпуска. Первоначальная версия OpenIndiana была рекламирована как экспериментальная и напрямую основана на последней версии разработки OpenSolaris, это было предварительно до версии OpenSolaris 2010.
В обзоре DistroWatch за сентябрь 2013 года говорилось, что проект OpenIndiana «по-видимому, в последние пару лет, неуклонно снижается». В том же обзоре сделан вывод о том, что OpenIndiana не продвинулась значительно дальше от состояния OpenSolaris за пять лет до этого:
Запуск OpenIndiana сегодня очень похож на запуск OpenSolaris, который был пять лет назад, инструменты в основном те же, рабочий стол тот же. Включённое программное обеспечение начинает демонстрировать свой возраст, и я не чувствую, что в последние несколько лет были реализованы действительно важные функции. Я уверен, что разработчики, работающие над проектом, хорошо справляются с поиском ошибок и сохраняют текущие драйверы, и это здорово. Тем не менее, я чувствую, что OpenIndiana идёт по воде, а не развивается каким-либо значимым образом.
В мае 2015 года обзор OpenIndiana от DistroWatch аналогичным образом пришёл к выводу о том, что за последние годы в систему не было достигнуто существенного прогресса. В обзоре было указано, что выбор пакетов и аппаратная поддержка, похоже, отстают от других систем, в то время как многие функции системного администрирования либо реплицируются, либо переносятся на Linux и BSD. В обзоре делается вывод о том, что:
Хотя OpenIndiana по-прежнему остается стабильной и функциональной, она также создаёт впечатление, что она застряла в прошлом, возможно, из-за отсутствия разработчиков, желающих работать над проектом. OpenIndiana работает и может по-прежнему быть полезен в ситуациях, когда по различным причинам администратор действительно нуждается в версии Solaris, но мне кажется, что OpenIndiana не продвигалась вперед за последние семь лет. Операционная система по-прежнему содержит отличные идеи и хорошие технологии, но в последние годы она, похоже, не достигла какого-либо прогресса.

### Сборка
Когда бинарный дистрибутив OpenSolaris стал SolarisExpress, и обновлённая версия обновлений OpenSolaris в режиме реального времени прекращена, опасения изобилуют тем, что произойдет с OpenIndiana, если Oracle решит прекратить подавать исходный код обратно в сообщество. Команда OpenIndiana смягчила эти проблемы, когда они объявили о своем намерении переместить исходный код в фонд Illumos.
Были высказаны опасения по поводу возможного прекращения свободного доступа к компилятору, принадлежащему Oracle, который используется для производства OpenIndiana. В ответ OpenIndiana был изменен, чтобы иметь возможность компилироваться в  GNU Compiler Collection с открытым исходным кодом.
Список HCL (Hardware Compatibility List) остается неофициальным, фрагментированным и нецентрализованным, что требует большого количества исследований конечных пользователей для выбора оборудования. Отсутствие всеобъемлющего централизованного HCL публикуется из того факта, что OpenSolaris HCL был размещен на инфраструктуре Oracle-сервера, а серверный код для устройства Device Driver Utility не был сделал доступным.
В августе 2012 года основатель проекта Аласдаир Лумсден ушёл из проекта, сославшись на личные причины и разочарование в связи с отсутствием прогресса в проекте. Среди причин отсутствия прогресса было отсутствие разработчиков. В своей отставке Лумсден написал: «Для многих из нас это был первый проект с открытым исходным кодом, в который мы когда-либо вносили вклад, включая меня. Задача была обширной, и мы были плохо подготовлены к её решению».
С момента его отставки проект разрабатывается группой добровольцев и является полностью горизонтальным и активным сообществом.

### Приём пакетов
Претензии об отсутствии поддержки пакетов могут быть смягчены из-за того, что 3500+ программных пакетов, предоставляемых OpenIndiana Hipster, не разбиваются на несколько пакетов, что искусственно увеличивало количество пакетов (например, как в дистрибутивах Linux): системы управления дисками являются файловым управлением пакетами, обеспечивающее инкрементные обновления и факс пакета, что делает такое разделение ненужным бременем. В течение первых двух лет своего существования проект Hipster перенес и обновил более 1500 пакетов: он поддерживает набор выбранных программных пакетов, полагаясь на сторонние репозитории, такие как SFE для надстроек. Для расширенного выбора система pkgsrc, поддерживаемая Joyent, легко предоставляет 14000+ пакетов для системы.

## Связь с другими операционными системами
OpenIndiana — основан на исходном коде OpenSolaris (после прекращения его поддержки Oracle) с целью сохранения открытой Unix-системы в духе оригинального OpenSolaris. Проект основан на Illumos (форк ядра OpenSolaris), поддерживает исполняемые файлы и библиотеки Solaris 11/Solaris 11 Express, не использует закрытые компоненты Oracle, заменяет проприетарные технологии открытыми аналогами (например, ZFS на OpenZFS). Из ключевых особенностей System V: поддержка SMF (Service Management Facility), классические Unix-утилиты (dtrace, mdb, zones).
Консолидация ОС/web, такая как OpenIndiana, основана на Illumos, и в проекте используется та же система управления пакетами: система упаковки изображений (IPS) такая же, как у OpenSolaris.
Изначально кодовая база OpenIndiana была основана на большей части общедоступного кода Oracle, но начиная с сентября 2011 года, кодовая база переведена на illumos (oi_151a Development Builds). Проект полностью отказался от инструментов Oracle, таких как Sun Studio: все сборки с 2013 года, включая активную ветку Hipster, используют GNU Compiler Collection (GCC) как единственный компилятор.
Сам проект illumos создается с помощью GCC с 15 июня 2012 года.

## История выпусков

### Экспериментальные сборки
Первый экспериментальный выпуск OpenIndiana, Build 147, был выпущен 14 сентября 2010 года, а второй экспериментальный релиз, Build 148 был выпущен 17 декабря 2010 года.
| Версия | Дата                  | Примечания                                                                |
| ------ | --------------------- | ------------------------------------------------------------------------- |
| oi_147 | 10 сентября 2010 года | Примечания к выпуску Архивная копия от 30 апреля 2018 на Wayback Machine  |
| oi_148 | 17 декабря 2010 года  | Примечания к выпуску Архивная копия от 10 октября 2015 на Wayback Machine |

### Разработка сборки
Первый релиз разработчика, Build 151 был выпущен 14 сентября 2011 года. Это первый релиз, основанный на Illumos. MartUX 151a0 был выпущен в качестве первой сборки SPARC для OpenIndiana. Build 151a7 для архитектуры Intel/AMD был выпущен 6 октября 2012 года. Build 151a8 был выпущен 10 августа 2013 года. OpenSXCE 2013.01 SPARC Build 151a, ранее MartUX, был выпущен через OpenIndiana 1 февраля 2013 года как второй и, возможно, последний OpenIndiana SPARC build, с последующими релизами на основе DilOS.
| Версия   | Дата                  | Примечания                                                               |
| -------- | --------------------- | ------------------------------------------------------------------------ |
| oi_151a0 | 19 сентября 2011 года | Примечания к выпуску Архивная копия от 21 июня 2018 на Wayback Machine   |
| oi_151a1 | 26 января 2012 года   | Примечания к выпуску Архивная копия от 30 апреля 2018 на Wayback Machine |
| oi_151a2 | 13 февраля 2012 года  | Примечания к выпуску Архивная копия от 30 апреля 2018 на Wayback Machine |
| oi_151a3 | 12 апреля 2012 года   | Примечания к выпуску Архивная копия от 1 мая 2018 на Wayback Machine     |
| oi_151a4 | 4 мая 2012 года       | Примечания к выпуску Архивная копия от 30 апреля 2018 на Wayback Machine |
| oi_151a5 | 2 июля 2012 года      | Примечания к выпуску Архивная копия от 7 ноября 2017 на Wayback Machine  |
| oi_151a6 | 4 сентября 2012 года  | Примечания к выпуску Архивная копия от 1 мая 2018 на Wayback Machine     |
| oi_151a7 | 6 октября 2012 года   | Примечания к выпуску Архивная копия от 30 апреля 2018 на Wayback Machine |
| oi_151a8 | 10 августа 2013 года  | Примечания к выпуску Архивная копия от 30 апреля 2018 на Wayback Machine |
| oi_151a9 | 18 января 2014 года   | Примечания к выпуску Архивная копия от 30 апреля 2018 на Wayback Machine |

### Hipster
Поскольку модель разработки, унаследованная от проекта OpenSolaris, была непригодна для проекта сообщества, инициатива Hipster была создана в конце 2013 года для перезагрузки и модернизации OpenIndiana. Проект Hipster — это ветвь быстрого развития OpenIndiana на основе модели с Rolling release и горизонтальной схемы взносов через систему сборки oi-userland и использование непрерывной интеграции.
Hipster активно поддерживается: репозиторий получает обновления программного обеспечения, а также исправления безопасности, а установочные образы публикуются два раза в год. Каждый выпуск моментального снимка объявляется через список рассылки и Twitter. Первый выпуск вышел 14 февраля 2014 года, а последующие снимки были основаны на шестимесячном цикле разработки.
Некоторые заметные особенности Hipster:
- MATE в качестве графической оболочки по умолчанию (с Hipster 2016.10)
- Обновление до новых  приборов KVM
- Обновление графического стека с более новой поддержкой Xorg и DRM
- Поддержка FUSE и NTFS-3G
- Поддержка мультимедийного программного обеспечения[50]
- Поддержка стороннего репозитория SFE, предоставляющего LibreOffice[51]
- GCC как компилятор по умолчанию
- Миграция устаревших программных консолей в унифицированную систему сборки oi-userland Архивная копия от 11 июня 2018 на Wayback Machine.

| Версия                     | Дата                 | Примечания                                                               |
| -------------------------- | -------------------- | ------------------------------------------------------------------------ |
| 2014.02                    | 14 февраля 2014 года | Примечания к выпуску (недоступная ссылка с 30-04-2018 [2636 дней])       |
| 2014.07                    | 1 июля 2014 года     | Примечания к выпуску (недоступная ссылка с 30-04-2018 [2636 дней])       |
| 2014.10                    | 12 октября 2014 года | Примечания к выпуску (недоступная ссылка с 30-04-2018 [2636 дней])       |
| 2015.03                    | 31 марта 2015 года   | Примечания к выпуску Архивная копия от 2 апреля 2015 на Wayback Machine  |
| 2015.10                    | 12 октября 2015 года | Примечания к выпуску Архивная копия от 30 апреля 2018 на Wayback Machine |
| 2016.04                    | 21 апреля 2016 года  | Примечания к выпуску Архивная копия от 30 апреля 2018 на Wayback Machine |
| 2016.10                    | 2 ноября 2016 года   | Примечания к выпуску Архивная копия от 6 ноября 2016 на Wayback Machine  |
| 2017.04                    | 2 мая 2017 года      | Примечания к выпуску Архивная копия от 8 июля 2017 на Wayback Machine    |
| 2017.10                    | 31 октября 2017 года | Примечания к выпуску Архивная копия от 7 ноября 2017 на Wayback Machine  |
| 2018.04                    | 28 апреля 2018 года  | Примечания к выпуску Архивная копия от 14 ноября 2019 на Wayback Machine |
| 2019.04                    | 12 мая 2019 года     | Примечания к выпуску Архивная копия от 13 мая 2019 на Wayback Machine    |
| 2019.10                    | 7 ноября 2019 года   | Примечания к выпуску Архивная копия от 1 марта 2021 на Wayback Machine   |
| 2020.04                    | 5 мая 2020 года      | Примечания к выпуску Архивная копия от 11 апреля 2021 на Wayback Machine |
| 2020.10                    | 1 ноября 2020 года   | Примечания к выпуску Архивная копия от 16 июня 2021 на Wayback Machine   |
| 2021.04                    | 1 мая 2021 года      | Примечания к выпуску Архивная копия от 1 мая 2021 на Wayback Machine     |
| 2021.10                    | 5 декабря 2021 года  | Примечания к выпуску Архивная копия от 7 декабря 2021 на Wayback Machine |
| 2022.10                    | 4 декабря 2022 года  | Примечания к выпуску                                                     |
| 2023.04                    | 21 апреля 2023 года  | Примечания к выпуску                                                     |
| 2023.05 (Security Release) | 4 мая 2023 года      | Примечания к выпуску                                                     |
| 2023.10                    | 28 октября 2023 года | Примечания к выпуску                                                     |
| 2024.04                    | 28 апреля 2024 года  | Примечания к выпуску                                                     |